# Светлое (Одесская область)
Светлое (укр. Світле) — посёлок, относится к Одесскому району Одесской области Украины. С 2020 года, наряду с сёлами Крыжановка, Лески, Александровка, Вапнярка, Новая Дофиновка и Фонтанка, входит в Фонтанскую объединённую территориальную громаду (общину).
Население по переписи 2001 года составляло 661 человек. Почтовый индекс — 67513. Телефонный код — 4855. Занимает площадь 0,45 км². Код КОАТУУ — 5122780207.

## Местный совет
67513, Одесская обл., Лиманский р-н, с. Александровка, пл. Центральная, 3